# 신성천역
신성천역(新成川驛)은 조선민주주의인민공화국 평안남도 성천군 신성천로동자구에 위치한 평라선과 평덕선의 역이다. 신성천기관차대, 신성천객화차대, 신성천철길대, 신성천전철대, 신성천전기대 등이 위치한 주요 거점역이다.

## 연혁
- 1931년 10월 1일: 평원선 신창 - 장림 간 개통과 함께 영업 개시[2]
- 일자 불명: 평라선으로 편입